# جبل أفادجا
جبل أفادجا هو أعلى جبل بدولة غانا، يقع الجبل بالقرب من الحدود مع توغو، يبلغ إرتفاعه عن مستوى سطح البحر بـ 885 متر.